# Bleniide
Bleniidele (Blenniidae) (din greaca blenna, blennos = mucozitate) sunt o familie de pești teleosteeni de talie mică din  ordinul  perciforme, în majoritate marini, care au corpul alungit și comprimat lateral, fără solzi, acoperit de o secreție mucoasă abundentă, ceea ce le permite să rămână pe o perioadă lungă pe uscat. Au ochii mari; deasupra lor adesea 1-2 perechi de tentacule supraorbitare, simple sau ramificate. Gura este terminală sau inferioară cu buze cărnoase. Au un singur rând de dinți incisiformi pe fiecare falcă; adeseori un dinte canin lângă comisura buzelor și uneori dinți pe cerul gurii (vomer); prevomerul și palatinele fără dinți. Înotătoarea dorsală unică sau dublă cu partea anterioară susținută de raze spinoase iar cea posterioară de raze moi. Înotătoarea caudală trunchiată sau rotunjită. Înotătoarea anala lungă, cu 2 spini. Înotătoarele ventrale în poziție jugulară, inserate sub operculi. Înotătoarele pectorale sunt rotunjite. Au o colorația vie, adesea marmorată sau cu dungi sau pete pe flancuri. Acești pești trăiesc în apele litorale ale tuturor mărilor, câteva specii sunt dulcicole. Familia cuprinde aproximativ 400 de specii, dintre care 10 se întâlnesc și în Marea Neagră. Peștii acestei familii sunt numiți blenie, corosbină, cățel de mare, cocoșel de mare, cocoș de mare.

## Specii din Marea Neagră
| Denumirea științifică latină                          | Autorul taxonului                   | Denumirea română                            | Originea speciei | Țara unde se întâlnește                            | Statutul IUCN              | Imaginea |
| Aidablennius sphynx (Blennius sphinx)                 | (Valenciennes, 1836)                | Iepuraș de mare, Cocoșel de mare            | Nativă           | Bulgaria, Georgia, România, Rusia, Turcia, Ucraina | Neamenințată cu dispariția |          |
| Blennius ocellaris                                    | Linnaeus, 1758                      | Cocoșel de mare ocelat                      | Nativă           | Bulgaria, Turcia, Ucraina                          | Neamenințată cu dispariția |          |
| Coryphoblennius galerita                              | (Linnaeus, 1758)                    | Cocoșel de mare moțat                       | Nativă           | Bulgaria, Georgia, România, Rusia, Turcia, Ucraina | Neamenințată cu dispariția |          |
| Microlipophrys adriaticus (Lipophrys adriaticus)      | (Steindachner & Kolombatovic, 1883) | Cocoșel de mare adriatic                    | Accidentală      | Bulgaria, Turcia, Ucraina                          | Neamenințată cu dispariția |          |
| Parablennius gattorugine                              | (Linnaeus, 1758)                    | Cocoșel de mare cu botul turtit             | Nativă           | Bulgaria, Turcia                                   | Neamenințată cu dispariția |          |
| Parablennius incognitus                               | Bath, 1968                          | Cocoșel de mare verde                       | Invazivă         | Bulgaria, Georgia, Turcia, Ucraina                 | Neamenințată cu dispariția |          |
| Parablennius sanguinolentus (Blennius sanguinolentus) | (Pallas, 1814)                      | Corosbină, Cățel de mare                    | Nativă           | Bulgaria, Georgia, România, Rusia, Turcia, Ucraina | Neamenințată cu dispariția |          |
| Parablennius tentacularis (Blennius tentacularis)     | (Brünnich, 1768)                    | Cocoșel de mare, Cocoșel de mare tentaculat | Nativă           | Bulgaria, Georgia, România, Rusia, Turcia, Ucraina | Neamenințată cu dispariția |          |
| Parablennius zvonimiri (Blennius zvonimiri)           | Kolombatovic, 1892                  | Cocoș de mare, Corosbină cu coarne          | Nativă           | Bulgaria, Georgia, România, Rusia, Turcia, Ucraina | Neamenințată cu dispariția |          |
| Salaria pavo (Blennius pavo)                          | (Risso, 1810)                       | Corosbină cu creastă, Cocoșel de mare       | Nativă           | Bulgaria, Georgia, România, Rusia, Turcia, Ucraina | Neamenințată cu dispariția |          |